# 坂田利夫
坂田 利夫（さかた としお、1941年〈昭和16年〉10月7日 - 2023年〈令和5年〉12月29日）は、日本のお笑いタレント。漫才コンビ・コメディNo.1の元メンバー。大阪府大阪市港区出身。吉本興業所属。
本名は地神 利夫（じがみ としお）。通称はアホの坂田、坂田師匠。芸名は将棋棋士の坂田三吉に由来するが、将棋は苦手である。
私立此花商業高等学校（現・大阪偕星学園高等学校）卒業。漫才コンビ時代にリリースしたキダ・タロー作曲の「アホの坂田」がイメージソングとして定着しており、舞台登壇時などには恒例のお約束として出囃子に使用されていた。

## 来歴

### 生い立ち
1941年10月、大阪府大阪市港区に生まれる。弟、妹がいる。実家は地神ワイヤーロープ製造業（家内工業）を営んでいた。
1955年、台風の被害により家が壊れ、大阪市西区にあった製綱会社工場に一家で住み込む。
吉本入りする直前に勤めていたのは、大阪ガスの関連会社であった。

### 吉本新喜劇
1961年、高校卒業後に職を転々とした後に、吉本ヴァラエティの研究生として吉本入り。このオーディションでは最初は不合格だったが、花菱アチャコから「あの子は何か持っている」と推挙されて、一転して入ることが出来た。
1967年、前田邦弘（前田五郎）と漫才コンビ『コメディNo.1』を結成する。西川きよしから「漫才は儲かるで」と勧められて喜劇俳優から転向した。
1970年、第5回 上方漫才大賞（ラジオ大阪） 新人賞受賞。
1971年、昭和45年度 第1回 NHK上方漫才コンテスト 最優秀話術賞受賞。この2度の栄冠が、坂田（地神）にお笑いの道への専心を決意させることになる。
1972年、第1回 上方お笑い大賞（読売テレビ）金賞受賞。
1972年8月、テイチクより7インチシングルレコード『アホの坂田』（作詞：竹本浩三、作・編曲：キダ・タロー）が発売される。この楽曲は坂田の登場シーンにかかることが多く、代名詞的な曲となる。
1979年、第14回 上方漫才大賞（ラジオ大阪）大賞受賞。
2009年8月31日をもってコメディNo.1を解散（経緯）し、以降はピンで活動する。
2015年、 映画『0.5ミリ』において、第10回おおさかシネマフェスティバル 助演男優賞を受賞。
最晩年は高齢者施設に入居し、出演機会が減少していた。親交のあった間寛平のSNS投稿などで近況は伝えられており、2022年4月にはなんばグランド花月で行われた吉本興業創業110周年特別公演「伝説の一日」に出演した。後述の死去により、同7月30日にYES THEATERで開催された「さざなみ寄席」への出演が生前最後の舞台出演となった。

### 晩年・死去
2015年4月末で、自宅で転倒し入院、その後、2016年で退院した。
クリスマス会の途中で体調崩して入院、2023年12月29日、老衰のため、入院先の大阪市内で死去した。82歳没。臨終は晩年も親交のあった間寛平夫妻が看取った。生涯独身を通す形となった（理由については後述）。葬儀・告別式は翌2024年1月5日に大阪市内の斎場で営まれた。斎場では自身のテーマソングであった『アホの坂田』が流され、棺には「アホ」と書かれた衣装、マントなどが納められた。同日、BSよしもとでは追悼番組『坂田利夫師匠へ感謝のメッセージ あ～りが～とさ～ん！』が放映された。

## 人物
- 1950年のジェーン台風の被害を受けて家が流されたため、幼少時の写真はほとんどない[14]。同じ境遇の芸人に、6代桂文枝がいる。
- 子供の頃にはたびたび知らない人やチンドン屋に付いていったりしたため、よく迷子になっていた。そのため、ついには「この子は病気です、どうか家にお届けください」と書かれた札を付けさせられたこともある[15]。
- 芸人になったきっかけとなったのは、大ファンだった大村崑で、『番頭はんと丁稚どん』（毎日放送）も欠かさず観ていたという[16]。
- レコード「アホの坂田」が大ヒットした際、大阪の教育委員会から「サカタ姓の小中学生がからかわれたり、いじめに遭っている」との指摘を受け、放送局は一時この曲の演奏を自粛したり、レコード店もレコードの販売を一時見合わせる事態になり、坂田自身もいわれのないバッシングを受けた。また、選抜高等学校野球大会の入場行進曲にも採用が検討されていたが、これらの事情により取り消しになったとの説もある[17]（代わりに選ばれたのが水前寺清子の「365歩のマーチ」だった）。
- 『アホの坂田』として有名になるにつれ、心ないファンから「アホの坂田」･「おいアホ」と声を掛けられる事が多くなり、そのイメージが家族にも及ぶ事を考え悩んでいた次期に、松竹新喜劇で同じく『アホ役』を演じていた藤山寛美から「アホを演じるなら胸を張ってやれ」「アホは優しく生きて行きなさい」とのアドバイスを受け、以降坂田はこの言葉を胸に留めてアホ役を演じる事が出来る様になったという[18]。藤山寛美が死去した後、遺族より藤山が愛着していた着物を形見として貰っている。
- 妹の結婚式で「ふつつかな妹ですが」と言うべきところを「ふしだらな妹ですが」と言っていた[19]。
- 愛するペットはイグアナで、爬虫類全般が好き。爬虫類以外の動物も好きであり、特に大きな動物が好き。一方、小さい動物はあまり好きではない[20]。
- 歩くことが大の苦手である。
- ウナギが大好物である。自宅で食する時には何故か裸で食べる。他に好物は卵焼き、鮭、肉。逆に苦手な食べ物は鶏肉。鶏肉嫌いの原因は、子供の頃近所でニワトリを食用で飼っていて、それを捌くところも見たからという[21]。
- 家では裸で過ごすことが多い。その理由は怖がりなため、もし家に幽霊が出ても自分が裸でいれば「幽霊も恥ずかしがるかも」と思ったからだという。電灯やテレビを一晩中点けっ放しにすることもある[22]。
- 釣りが趣味。よしもとの芸人同士で組んだ「釣り協会」の会長を務めていたことがある[23]。
- 若手時代、先輩芸人から「ゆで卵を水なしで一気食いしたら小遣いをやる」と言われて実行し、黄身が喉に絡まって窒息死寸前になったことがある[24]。
- 1975年から1983年まで朝日放送他で放送されていた『あっちこっち丁稚』では、木村進、間寛平とともに、木金堂というカステラ店の丁稚役で出演していた（相方の前田五郎は、木金堂の主人役であった）。なお、デビュー当初から数年間は、相方の前田五郎とともに、吉本新喜劇でも活躍していた。
- ひょうきんベストテンで田原俊彦「君に薔薇薔薇…という感じ」をモノマネで歌った際、島田紳助に「君に薔薇薔薇というより歌も踊りもバラバラ。何なんでしょうアレは？」とボヤかれて「田原トシ彦じゃい！」と返したことがある。
- かつて富士通のパソコン・FMVシリーズのCMキャラクター“タッチおじさん”の声を担当していた際、富士通からパソコン一式を贈られた。
- 航空機が大の苦手であり、遠方での仕事がある際には航空機に乗らずに鉄道などの交通機関を使用して現地へ移動する。北海道旭川市での仕事があった際にも23時間かけて陸路で現地へ向かったという[25]。
- 小豆島で仕事と言われて小豆島へ行ったが、相方の前田が見当たらなかったために自分が聞き間違えたと思い込んで淡路島へ行ってしまったことがある。結局その日の仕事は前田一人で務めた。この他にも、香櫨園（西宮市）と香里園（寝屋川市）を間違えたことがある[26]。
- 好きな言葉は「地球は舞台であり、人間は全て役者である」。みんな裸で生まれ、ゼロから出発して成長し、様々な人間が出来上がるが、職業や肩書はみんな違い、幸不幸の差も出て、なぜこうなるかと思ったら不思議ですごいという[27]。
- 結婚をしなかった理由について「母が『アホ生んだ子や』と言われるのは、親やから仕方がないと言ってくれた。けれど自分が結婚して子供ができたら『アホの子や』と言われるかもしらんから」と取材に答えている[11]。

### 交友
- 西川きよし・ヘレン夫妻とは、仲が良いことで有名。芸人として食べられなかった頃、坂田ときよしは、吉本新喜劇でマドンナとして活動していたヘレンに養ってもらっており、彼等が結婚した後も、しばらく西川家に居候していたことがある。また、夫妻の長男・西川忠志誕生の際、仕事で駆け付けられなかったきよしに代わり父親役として立ち会った。夫妻とも坂田より年下であるが、芸歴はきよし夫妻の方が長いので西川夫妻は坂田のことを「坂田君」と呼び、坂田は二人のことを「きよっさん」「ヘレンさん」と呼んでいる。
  - きよし夫妻が生活に困窮していた際、一家心中をしようと思い詰めたきよしは「友達やないか」と坂田も誘った（死ぬのはまず坂田から）、というエピソードがある。坂田を漫才に誘ったのもきよしで、きよしが「やす・きよ」で人気が出始めた頃、当時吉本新喜劇の役者だった坂田に対し、きよしが「漫才は儲かるでぇ〜！」と言ったのが漫才転向のきっかけだった。
- 上岡龍太郎とは同学年[注 1]の芸人仲間で、上岡は坂田のことを「とっちゃん」と呼んでいた（芸歴では上岡が先輩）。
- 間寛平とも仲が良く、寛平の子供達は坂田のことをパパと呼んでいた。一緒に住んでいたこともある[28]。
  - 坂田、寛平の若手芸人時代は他の先輩芸人と3人でラブホテルを間借りし、3年間過ごしていたこともあったという。毎朝朝食に出される焼鮭が塩辛く、坂田の血圧が上昇し死にかけたと、寛平が逸話で述懐している[29]。
  - 坂田の晩年も寛平夫妻は交流を続け、坂田が高齢者施設に入居後も10日に1回ほどのペースで訪問していたとされ[30]、入院した時にも頻繁に見舞いに来ており[31]、上述の通り、坂田の臨終を夫妻で看取った[9]。
  - 坂田が亡くなる3日前に容体急変の報を聞いた寛平夫妻は病院に駆けつけ、今際の際には寛平のギャグである『アーメマ!!』と声をかけたところ、そこから3日間は持ち直したという[32]。
- 大木ひびきとは、無二の飲み友達である（互いに独身者だったが、ひびきは2015年6月1日に結婚した[33]）。
- ナインティナインの岡村隆史を、独身（岡村は2020年10月に結婚した）・気が弱い・女性との交流が苦手という共通点があることから非常に可愛がっており、『ナインティナインのオールナイトニッポン』で、岡村が数々のエピソードを話している。岡村いわく「坂田師匠は女性とキスすらしたことない」。さらに番組が岡村単独になってから、エンディングのあいさつに「歯食いしばって屁こいて寝ましょう」と付け加えられているが、これは坂田が岡村に言った言葉である。

## 持ちネタ・芸風

### 「アホ」
- 自らをアホ（阿呆）と称し、他人に軽蔑されても意に介さず、また明石家さんまなど後輩から「もう『師匠』なんですから仕事を選んで」といさめられてもアホに徹する芸が代表的。アホのキャラクターを演じ始めるようになったきっかけは、ある日の舞台で相方・前田に「お前はアホか」と振られた時に「そうやアホや」と返しただけという掛け合いだったが、その時に客がドッとうけ、「これや!と思った」という[34]。また、吉本によって坂田が「一番アホそうやから」としてアホキャラで売り出すことになったということもあった[17]。「ギャグの多くは偶然の産物。ウケようと思うて作れるものではない」と語っている。
- しかし「アホ」はあくまでも芸風で、プライベートでは決して周りの人（弟子や付き人達など）にそう呼ばせない。見知らぬ人に「アホ」といわれるとムキになって怒り、舞台でも観客に「アホ」などと言われて喧嘩したこともあった。また、「バカ」と言われると相当不機嫌になる[注 2]。

### 鈴木宗男のそっくりさん
- 「2004年時点での坂田の容姿は、衆議院議員・鈴木宗男（現・新党大地代表）の容姿と似ている」と言われ、本人も悪ノリしてよくモノマネをしていた。
- 一時期人気は凋落傾向にあったが、2002年、鈴木宗男の一連の疑惑に絡み、鈴木のそっくりさんとしてマスコミへの露出度を高めるにつれ人気が復活、本人もギャグとして大いに利用。鈴木があっせん収賄・政治資金規正法違反等で逮捕され437日間拘置される間、鈴木に取って代わりさらに露出度を高める。その後、2005年、鈴木は衆議院議員に復活し、それ以降は鈴木のほうが熱心に坂田を利用しタレント活動に力を入れるなど、お互いに持ちつ持たれつの良好な関係を築いている。
- 2006年、『めちゃ2イケてるッ!』の「濱口だましシリーズ」で鈴木のそっくりさんとして登場するはずだったが、大阪での仕事があったために鈴木宗男のそっくりさんの代役として新党大地結党後の鈴木本人が登場した。

### 代表的なギャグ
- あ、よいとせのこらせのよいとせのこらせ
- アッホ! - フジテレビ『オールスター爆笑ものまね紅白歌合戦スペシャル!!』で清水アキラが坂田利夫のマネとして、ピンク・レディーの扮装で「UFO」を歌った際、「ご本人登場」として坂田も共演。そのギャグを逆パクリしたもの。
- アホウドリの歌 - 朝日放送テレビ『なにわ人情コメディ 横丁へよ〜こちょ!』などに出演した際に、番組の終盤近くなどで披露する歌。
- あ〜りが〜とさ〜ん（当たりギャグである、山本正から5000円で買い取ったギャグ）
- あんたバカね、オホホ〜（ルーキー新一の「あんた知らないの? ホホホン」の流用または盗用ともいえる[独自研究?]）
- いえす、あいどぅー
- 恋のマイアホ -  これまた、ものまね番組で清水アキラが坂田利夫のマネとして「恋のマイアヒ」を歌った際、「ご本人登場」として坂田も共演。そのギャグを逆パクリしたもの。
- サンキュー、便所マッチ
- ジョンジョロリ〜ン、ジョンジョロリ〜ン、ジョンジョロリンの、ぱっぱ（冒頭に「みみずもカエルも皆ごめん」と言う場合もある。）
- G・N・Pは国民総生産、G・D・Pは国内総生産、Y・K・Kはチャックの会社（オチ）
- 手足をくねらせながらの独特の横歩き。吉本の舞台では、時に「アホ」と大きく書かれた赤い腹巻きを着けていることがある。
- ファーホーファアーホー（椅子などに座り、両手両足で交互に拍手をしながら）通称「とっちゃん叩き」。
- まいっちゃったよたまんないね
- （両手を肩の高さで縮めた状態から、手首を交互に突き出しながら）アホアホミサイル発射!アホアホアホアホ…

## 弟子
- 坂田まさお・きみお（坂田きみおは廃業して現在は本名の吉本興業の社員、坂田まさおは不明）
- げんしじん（1989年4月入門。芸名は「坂田さる」。その後、「おまえは進化した」と言われ、「げんしじん」となる）
- ライト坂田（ライム中田（別所清一）と「ライムライト」として活躍）
- 坂ペン太（廃業）
- 2003年、「坂田利夫の一番弟子・坂田勝（52）」を騙り、18年間も徒歩で日本一周をしているという男性が、北海道帯広市長を表敬訪問し、地元の新聞に紹介されたが、坂田にはそのような名前の弟子がいなかったことが明らかになっている[35]。

## 出演

### 映画
- こんど逢うとき（1996年、黒田義之監督） - タクシードライバー 役
- 平成名探偵 阪田京介（1997年、麻生勝己監督） - 阪田京介 役[36]
- 大阪ビッグ・リバー・ブルース 平成名探偵 阪田京介2（1997年、小出肇監督） -  阪田京介 役
- 本日またまた休診なり（2000年、山城新伍監督）
- マインド・ゲーム（2004年、湯浅政明監督） - みょん、ヤンの父 役
- 新見的おとぎばなし（2013年、ハセガワ・アユム監督） - 大枝田登 役
- 0.5ミリ（2014年、安藤桃子監督） - 茂 役
- 嘘八百（2018年、武正晴監督） - よっちゃん 役
- 嘘八百 京町ロワイヤル（2020年、武正晴監督） - よっちゃん 役

### バラエティ
- かんさいすきま情報社（K-CATチャンネル）
- オールスター感謝祭（TBS、春・秋の改編期特番）
- あっちこっち丁稚（朝日放送）
- オレたちひょうきん族（フジテレビ）
- エンジェルツアーハッピークイズ（tssテレビ）

### CM
- 片山津温泉観光協会[37]
- 明治製菓「きのこの山」「たけのこの里」 - ナインティナインと共演
- 味の素「どん・でん」 - 岡田彰布と共演
- 日清食品「麺の達人」 - 吉岡美穂と共演
- ダイドードリンコ「Miu」 - 釈由美子と共演
- スパワールド - 雛形あきこと共演
- 富士通 - タッチおじさん[38]
- 河合塾 大学受験科
- KIRIN「新!コクの時間 贅沢麦」（ナレーション）
- 富士急ハイランド「高飛車」
- ロート製薬「パンシロンNOWUP」（ジングルのみ）
- 小肥羊ジャパン - 社長の青山浩と共演
- 千葉銀行（2021年 - ） - 鈴木愛理と共演

### テレビドラマ
- 土曜ワイド劇場 OL潜入! ニッポン風俗名所（1989年、朝日放送） - 情報屋 役
- ワタナベ（1993年、関西テレビ） - 時野正造 役
- 水戸黄門 第28部 第20話「浪花娘のうな丼勝負・大坂」（2000年、TBS） - 金太 役
- ナニワ金融道6（2005年、フジテレビ） - 宗像哲三 役
- 世にも奇妙な物語 秋の特別編 「どつきどつかれて生きるのさ」（2008年、フジテレビ） - 大阪国首相 役
- ドラマ30 京都へおこしやす!（2008年、毎日放送） - 「水嶋」の常連客 役
- ぼくの夏休み（2012年、東海テレビ） - 宮内 役
- 白衣のなみだ 第三部「使命」（2013年、東海テレビ） - 吉岡悟 役
- 浦安鉄筋家族（2020年、テレビ東京） - 大沢木金鉄 役

### 教育番組
- ビットワールド（2009年 - 、NHK） - 『ビットやねん』ランキン師匠等の声

### ラジオ
- 京都発よしもとハッピーアワー（火曜）「坂田こだまひびきのありがとさ〜ん」（KBS京都）
- いくよ・くるよのもうかりまっか?（CBCラジオ）※くるよの入院時のピンチヒッターとして出演。この間のみ「いくよ・坂田のもうかりまっか?」に改題。

### Vシネマ
- 大阪パチンコ物語 浪花の勝負師（1992年、ケイエスエス）
- はぐれ記者 こちら大阪社会部（1996年、徳間ジャパン）

### 吹替
- ローデッド・ウェポン1（モーターズ将軍〈ウィリアム・シャトナー〉）※関西弁版

### その他
- 知的所有権って何やの（特許庁の教材ビデオ） - 池乃めだかと共演
- 仙台貨物の「凸」のジャケット

## 著書
- 『アホの坂田のアホだらけ』吉本音楽出版、1986年7月21日。ISBN 4-924442-37-2。
- アホの坂田のビッグバンってなんでんねん？（1998年、飛鳥新社）ISBN 4-87031-331-6 - 太田晴雄との共著
- 国宝阿呆 人類初の世界遺産？（2003年、学習研究社）ISBN 4-05-401995-1